# 阿字神社
阿字神社（あじじんじゃ）は、静岡県富士市鈴川町にある神社。

## 人身御供

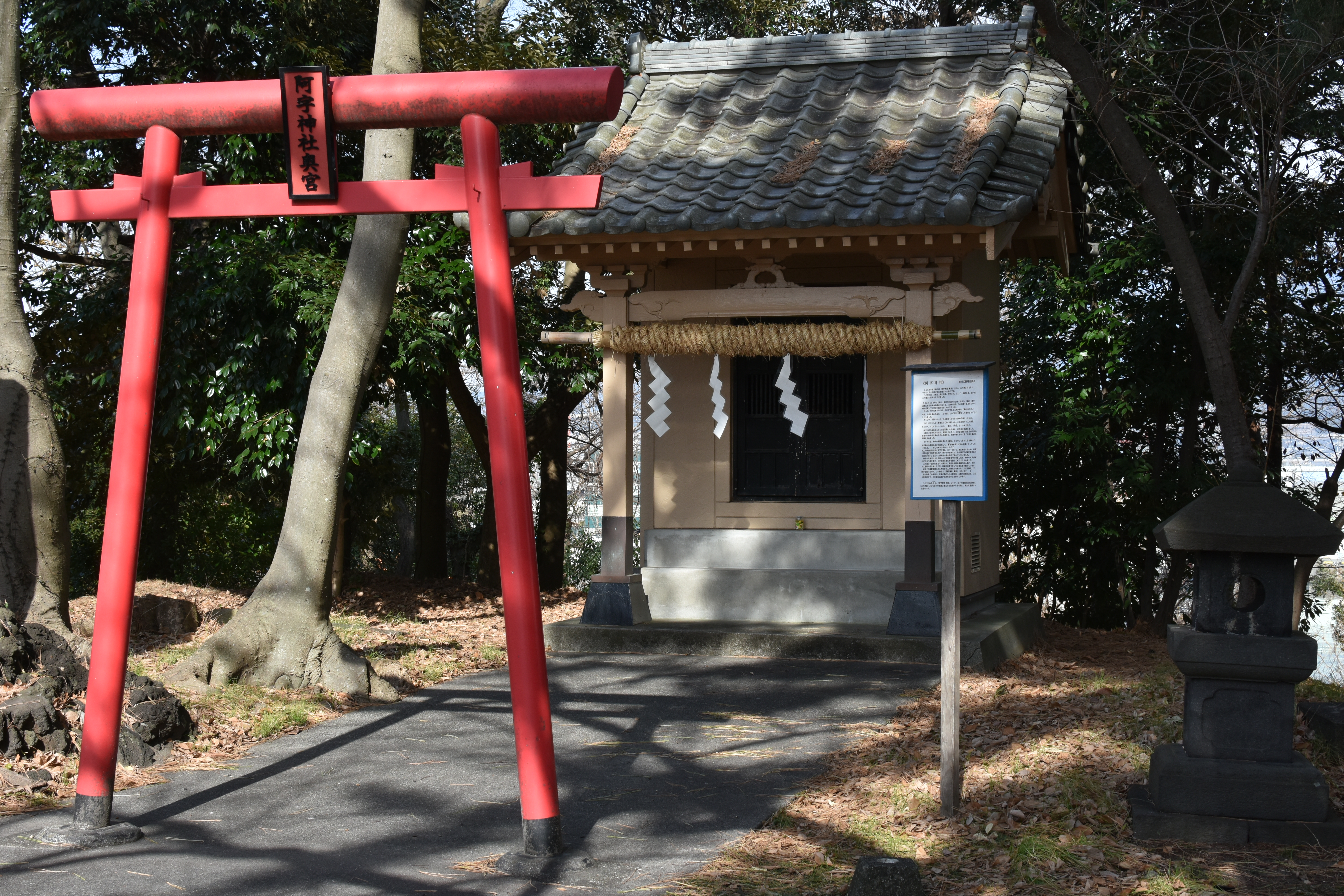
阿字神社奥宮

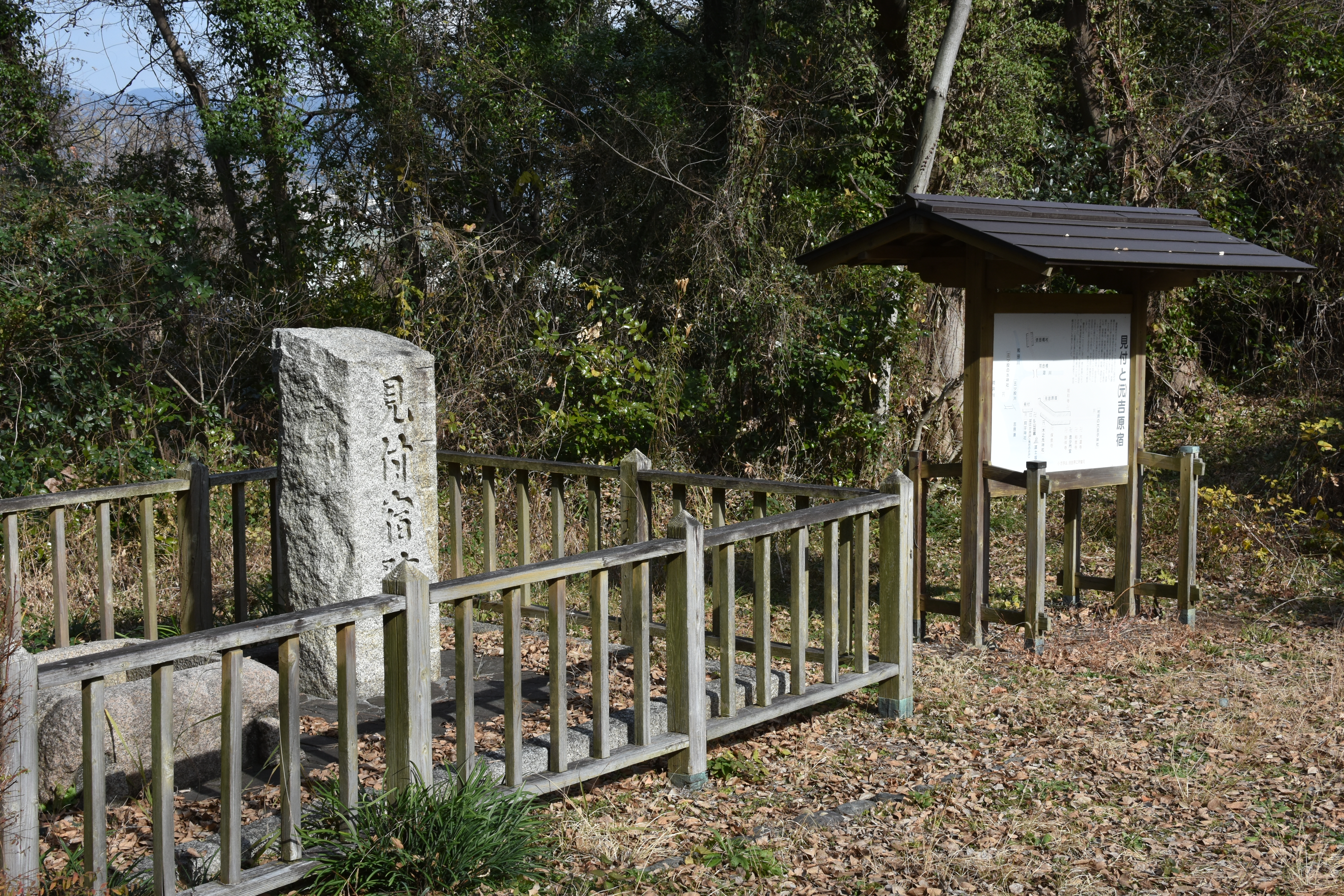
見付宿跡の石碑

阿字神社は人身御供が謂れで成立した神社とされ、伝承が残る。
宝永4年（1707年）『駅路の鈴』には、以下のようにある。下総国の6人の神女が下女「おあじ」を連れ京へ上る途中、吉原宿に泊まった。吉原宿には往来の女性を三股淵に住む大蛇の生贄にする習わしがあり、うち1人を生贄に捧げるという。そこで下女のおあじは急いで京へ上り、朝廷より人形の雛形に強飯を添え淵に沈めよという宣旨をもらう。おあじは急ぎ戻り宣旨の通りにし、6人の神女も神楽を舞った。すると生贄は止んだという。
この伝承のうち、人形の雛形と強飯と共におあじ自らも投身し生贄となるものも存在する。おあじ投身の後に伝法村の保寿寺の僧侶が生贄廃止を祈念し、大蛇もそれを誓い、人身御供は止んだ。村人は犠牲となったおあじを祀る神社を建立した。それが阿字神社であるという。
享保18年（1733年）『田子の古道』には、以下のようにある。あるとき東国より7人の神女がやってきたが、生贄として捕えられた。このうち御籤で最も若い「おあじ」が人身御供に選ばれた。6人の神女は柏原まで引き返したが、おあじを置いてきたことを恥じ浮島沼に投身してしまう。一方おあじは富士浅間宮の神力により大蛇が鎮まったため難を逃れ、6人の後を追う。しかし6人の死を知り、失意から投身する。それを知った見付の老人がおあじを氏神として祀った。また6人が投身した柏原新田でも氏神として祀ったという。その社が六王子神社である。
文政3年（1820年）『駿河記』には、以下のようにある。三股淵には大蛇が棲んでおり、毎年生贄を捧げていた。ある年下総国の6人の巫女が上京する道中、柏原の地で里人により捕縛される。巫女の下女であった阿字はこれが生贄に対する備えであることを知り嘆き、里人に暇を請い上京し朝廷へ報告する。朝廷より雛形を賜り祭祀を示された阿字は急いで戻り、三股淵に雛形を供え祭祀を行い、6人の巫女らは神楽を舞った。これ以後は生贄を取ることは止んだという。
文久元年（1861年）『駿河志料』には、以下のようにある。毎年里人が旅人の女子を捕え三股淵へ生贄に捧げていたが、あるとき巫女6人を捕えた。巫女の下女であった阿兒（あじ）は嘆き、京に上り教えを請い、教えの通り人形を供することで鎮めることに成功する。人々はおあじを祀り、また巫女6人についても柏原の地で祀ったという。
各史料で差異はみられるものの大筋は同じであり、旅人を三股淵の大蛇の生贄に捧げている点、それが女子である点、大蛇に対する供え（主におあじの力）により生贄が止んでいる点は共通している。また富士浅間の神力も強調されている。
またこの伝承の特徴として、人身御供の代わりが人形（雛形）である点が指摘される。

## 神事

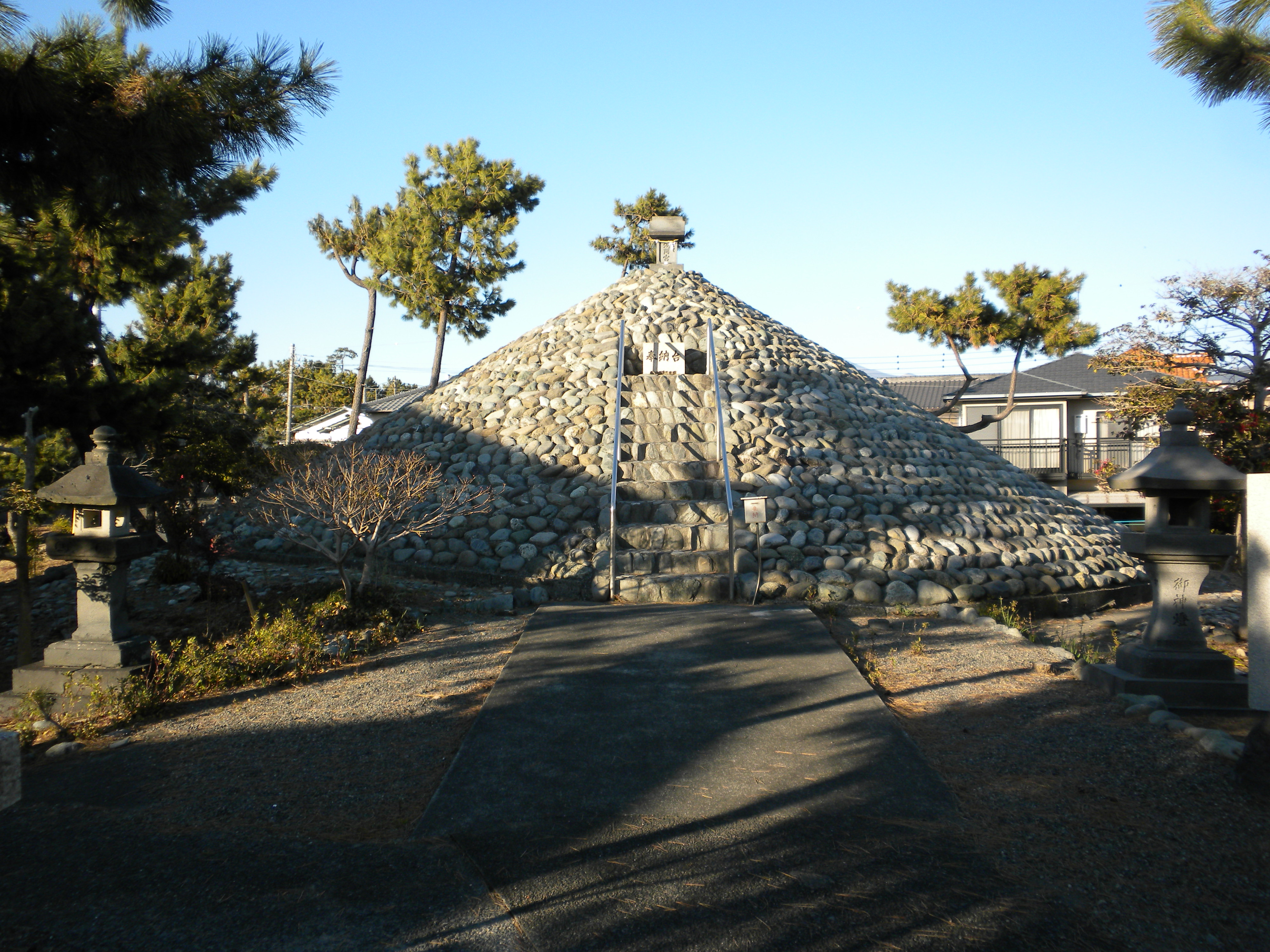
富士市鈴川の富士塚、富士大宮司らの参詣の地

慶安3年（1650年）の奥書を持つ「富士本宮年中祭礼次第」に浜下り神事として「あちかみ参詣、大宮司殿・庶子衆」とあり、富士山本宮浅間大社の富士大宮司および庶子らが浜下りの際に参詣していたとある。また「古来所伝祭式」に「大宮司・公文・案主富士丘二詣デ、正鎰取祓ヲ修ス。次にアヂ神に詣デ帰テ斎戒ス」とあり、鈴川の富士丘（富士塚）に詣でた後に阿字神社に参詣していたことが記される。
また『駿河志料』に阿字神社について「大宮浅間四月十一月申日祭祀前海辺祓潔のとき、此社を拝する例なり〔大宮祭奠次第記に見ゆ〕」とあり、富士大宮司・社人が4月と11月の海辺祓潔の際に阿字神社へ参拝していたと記される。また海辺祓潔の垢離の後、阿字神社に近接する富士塚に参詣していたと記される。
この浜下り神事と海辺祓潔は同一視されている。